# 卡里辛比火山
卡里辛比火山（Mont Karisimbi）是非洲維龍加山脈的死火山，位於盧旺達和剛果民主共和國接壤的邊境，屬於東非大裂谷的一部分。卡里辛比火山的海拔高度4,507米，是山脈中最高的山峰。